# Вилипа, Велга
Ве́лга Ви́липа (латыш. Velga Vīlipa, 4 февраля 1940 — 2 апреля 2018) — латышская актриса театра и кино.
Родилась в семье актрисы Элвиры Брамберги и поэта Павилса Вилипса. По окончании театрального факультета Латвийской государственной консерватории — актриса Рижского ТЮЗа. Также работала в театре «Дайлес».
Известна по ролям в фильмах «Меч и роза» и «Наурис», где сыграла главные роли.
Была замужем за актёром Эдгаром Лиепиньшем. У них есть два сына: Тилс и Кристапс.

## Фильмография
- 1957 — Наурис — Дайна
- 1959 — Меч и роза — Дайга
- 1963 — Домик в дюнах — эпизод
- 1975 — Нападение на тайную полицию — эпизод
- 1989 — Песнь, наводящая ужас — эпизод